# Melaka (állam)

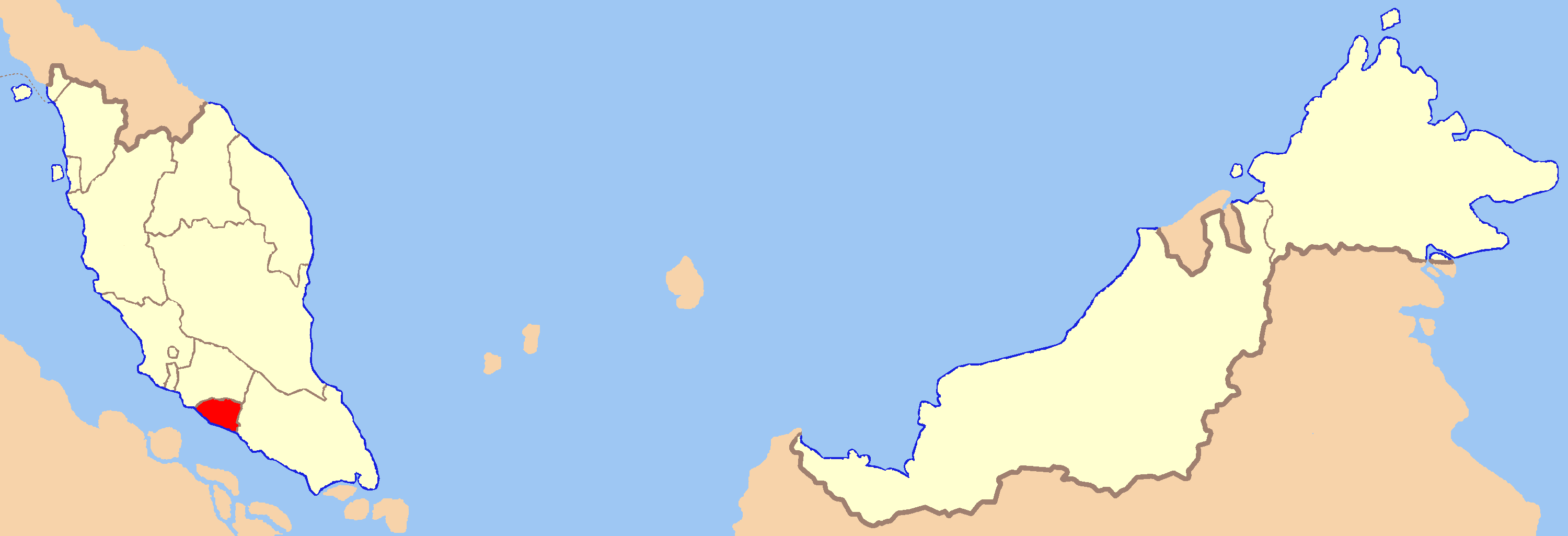
Melaka elhelyezkedése Malajzia térképén.

Melaka (ahogy a helyiek emlegetik, Negeri Bersejarah, a Történelmi Állam, angolul Malacca) Malajzia harmadik legkisebb állama, a Maláj-félsziget déli részében, a Malaka-szorosnál.
Területe 1650 km² (akkora, mint Vas vármegye fele), népessége 733 000 (2007-es becslés).
Északi szomszédja Negeri Sembilan, délen Johor.
Fővárosa Bandar Melaka, amelynek történelmi központja 2008. július 7. óta a világörökség része.
Bár Melaka történelmileg egyike volt a legkorábbi maláj szultánságoknak, ma már nincs szultánja, az államfő a Yang di-Pertua Negeri, azaz kormányzó, akit a Yang di-Pertuan Agong, Malajzia királya nevez ki.